# Xerochrysum bracteatum
Xerochrysum bracteatum, conocida vulgarmente como siempreviva, siempreviva dorada, flor de papel, inmortal, u oropeles, es una planta nativa de Australia perteneciente a la familia Asteraceae. Descrita por Étienne Pierre Ventenat en 1803, se la conoció bajo el nombre científico Helichrysum bracteatum durante muchos años hasta ser transferida al nuevo género Xerochrysum en 1990. Crece como arbusto semileñoso o herbáceo, perenne o anual, y alcanza hasta un metro de altura. Su follaje está constituido por hojas de color verde grisáceo. Sus flores se disponen en inflorescencias compuestas denominadas capítulos, rodeadas de una o más filas de brácteas de aspecto apergaminado constitutivas del involucro, que semejan pétalos y que le otorgan su carácter distintivo. La especie está muy extendida: crece en una variedad de hábitats en todo el territorio australiano, desde los márgenes de la selva hasta los desiertos y las zonas subalpinas. La siempreviva sirve de sustento para las larvas de varias mariposas y polillas (Lepidoptera). También brinda alimento a mariposas adultas, sírfidos, abejas nativas, pequeños escarabajos y saltamontes que visitan sus capítulos.
La siempreviva se adapta muy bien al cultivo como planta ornamental. La especie se propagó y su cultivo se desarrolló en Alemania en la década de 1850. En la actualidad se dispone de cultivares anuales en una gama de colores que van desde el blanco, amarillo y rosado hasta el rojo, bronceado y púrpura. La semilla suele comercializarse todavía en paquetes que contienen mezcla de simiente de cultivares de colores varios, sin tipificar. En Australia, muchos cultivares son arbustos perennes, que se han vuelto populares como plantas de jardín. Las formas robustas y de tallo largo se utilizan comercialmente en la industria de las flores de corte.

## Taxonomía
El botánico francés Étienne Pierre Ventenat describió la siempreviva como Xeranthemum bracteatum en su trabajo Jardin de Malmaison (1803), un libro comisionado por Josefina de Beauharnais, primera esposa de Napoleón Bonaparte, con el fin de catalogar plantas exóticas que ella había coleccionado y cultivado en su castillo de Malmaison. El término bracteatum con que se define la especie es de origen latino y hace referencia a las brácteas apergaminadas de los capítulos, a las que con frecuencia se las llama erradamente pétalos. En 1805, Henry Charles Andrews transfirió la siempreviva al género Helichrysum sobre la base de la morfología de su receptáculo, y se la conoció como Helichrysum bracteatum por muchos años. El botánico alemán Leo Henckel von Donnersmarck la describió como Helichrysum lucidum en 1806, y Christiaan Hendrik Persoon como Helichrysum chrysanthum en 1807.

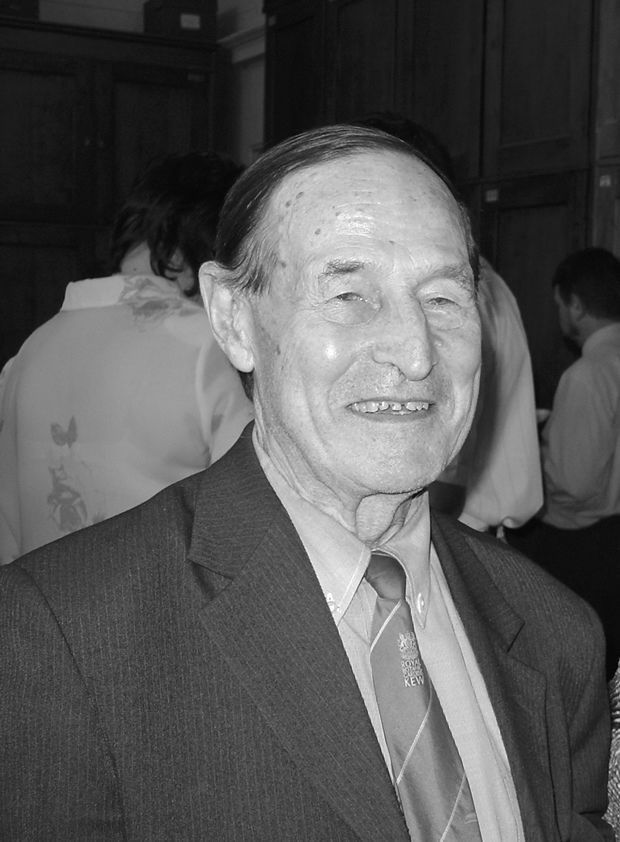
Nikolái Nikoláyevich Tsveliov —o Tzvelev— dio a la siempreviva el nombre científico Xerochrysum bracteatum, por el que se la identifica en la actualidad.

En 1991, se le dio el nombre de Bracteantha bracteata, cuando Arne Anderberg y Laurie Haegi ubicaron a aquellos miembros del género Helichrysum conocidos como «flores de papel» en el nuevo género Bracteantha, al tiempo que designaron a B. bracteata como su especie tipo. Sin embargo, no eran conscientes de que el botánico ruso Nikolái Tzvelev ya había ubicado a X. bracteatum en el nuevo —y en aquel momento monotípico— género  Xerochrysum el año anterior. Este nombre deriva de dos términos del griego antiguo: xeros, «seco», y chrysum, «dorado», probablemente en relación con la naturaleza distintiva de sus brácteas. Durante una década se produjo cierta confusión, dado que se mencionaba la especie bajo el género Bracteantha, tanto en la literatura científica cuanto en el comercio hortícola, hasta que en 2002 se aclaró que el nombre Xerochrysum bracteatum tenía prioridad por ser anterior. En Gran Bretaña, X. bracteatum se denomina con el nombre vulgar strawflower, en tanto que se la conoce como everlasting o paper daisy en Australia. En el siglo XIX, se la llamó con un nombre alternativo de origen francés, immortelle, que también se popularizó. En español se la conoce comercialmente con diferentes nombres vulgares; entre ellos los más usados son «siempreviva», «siempreviva dorada», «flor de papel», «inmortal» u «oropeles». En italiano se la conoce vulgarmente como elicriso lucido, fior di carta, o fiore di paglia, y en portugués como sempre-viva o flor-de-palha.
X. bracteatum es en sí misma muy variable y es posible que represente varias especies no descritas. Alternativamente, la especie Xerochrysum bicolor de Tasmania podría combinarse con ella en futuras revisiones taxonómicas.
X. bracteatum y sus especies asociadas pertenecen a las Gnaphalieae, una extensa tribu dentro de la familia Asteraceae. Sin embargo, una investigación a nivel molecular referida a las Gnaphalieae realizada en 2002 indicó que el género Xerochrysum es probablemente polifilético, ya que las dos especies muestreadas, X. bracteatum y Xerochrysum viscosum, no se encontraban relacionadas estrechamente entre sí. En condiciones de cultivo, se registró la hibridación de X. bracteatum con X. viscosum y con Xerochrysum papillosum, y posiblemente también con Coronidium elatum y Coronidium boormanii.

## Descripción

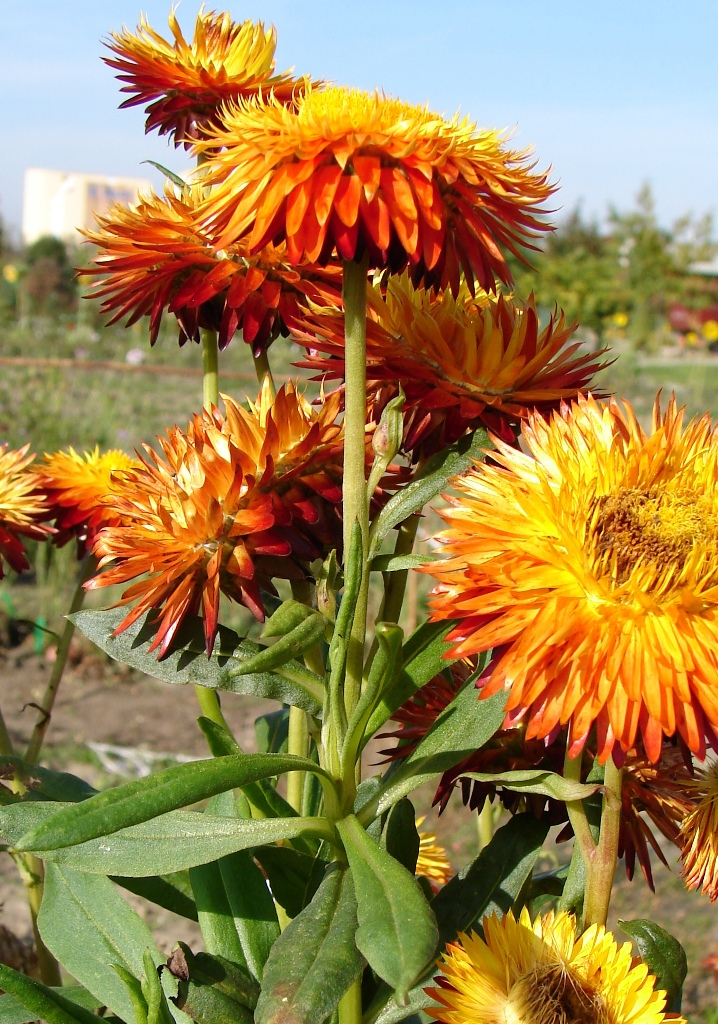
Ejemplares de Xerochrysum bracteatum. Las hojas oblanceoladas y los tallos erectos están cubiertos de pelos glandulares.

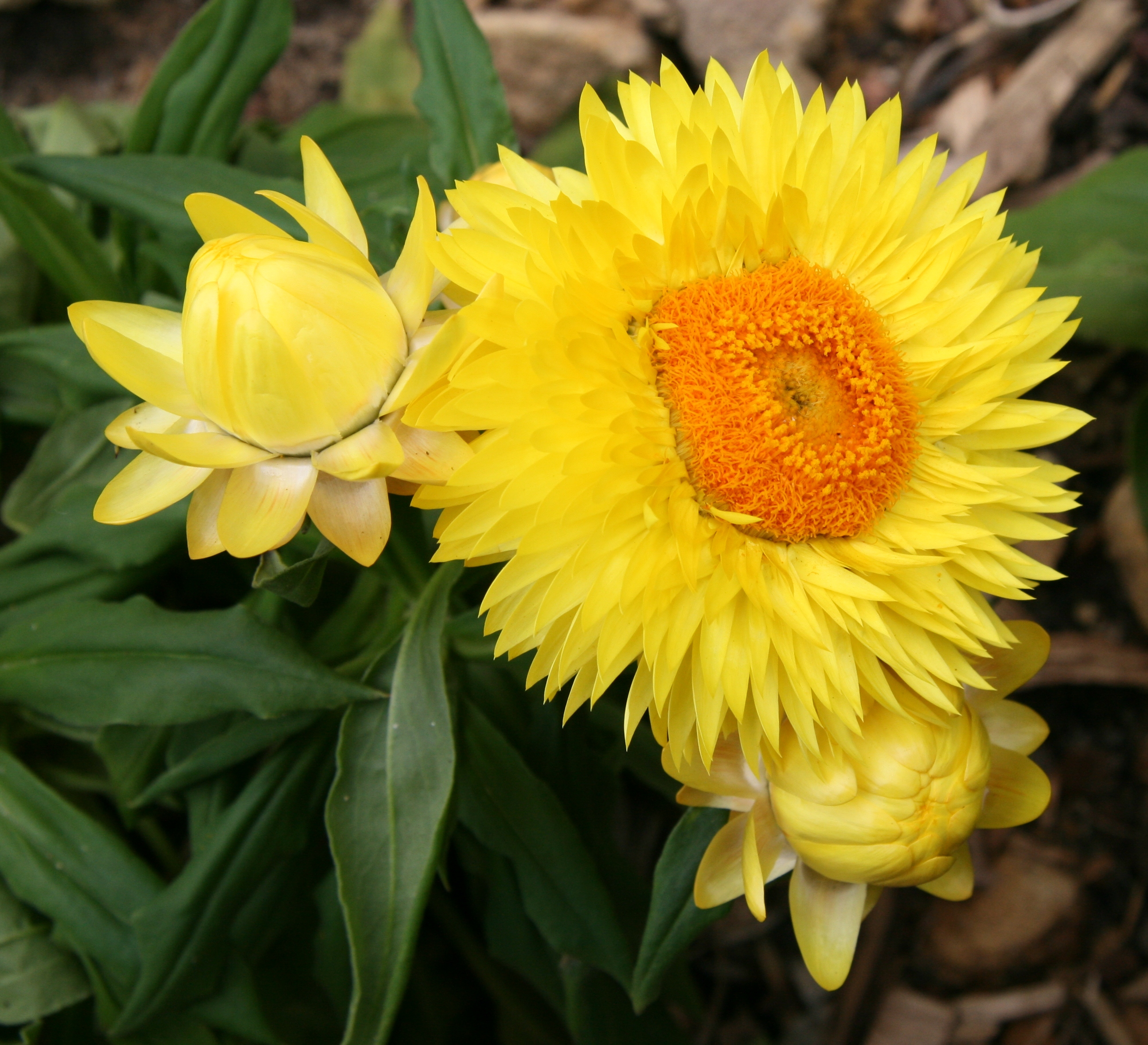
"Strawburst Yellow", producido en California. Se observan las brácteas amarillas y el disco central anaranjado.

La planta es perenne y erecta, aunque ocasionalmente se comporta como herbácea anual. Su eje no es ramificado o raramente ramifica en su base. Por lo general, alcanza 20–80 cm de altura pero en áreas expuestas como los acantilados puede adquirir un hábito de crecimiento decumbente. Los tallos verdes son ásperos, cubiertos de pelos glandulares finos, aunque relativamente robustos en comparación con los de otros miembros del género. Las hojas son de forma lanceolada, elíptica u oblanceolada. Miden 1,5–10 cm de largo y 0,5–2 cm de ancho y también están cubiertas de pelos glandulares. Ubicados en el extremo de pedúnculos erectos que usualmente sobresalen del follaje, los capítulos de flores alcanzan 3–7 cm de diámetro. Ocasionalmente, varios capítulos surgen de un solo tallo. Al igual que en todas las Asteraceae, las inflorescencias presentan un disco central que contiene series de pequeñas flores tubulosas individuales, llamadas flósculos. Se asientan directamente en la porción ensanchada de la inflorescencia, conocida como receptáculo común o pluriáxico.
Alrededor del disco central existe un involucro de hojas modificadas, las brácteas, que en Xerochrysum como en la mayoría de las Gnaphalieae se asemejan a pétalos rígidos y apergaminados. Dispuestas en filas, esas brácteas se curvan y envuelven los flósculos, protegiéndolos antes de la floración. Las brácteas dan la impresión de constituir una corola brillante y amarilla que rodea el disco central. Las brácteas intermedias son a veces blancas, mientras que las externas son pálidas y frecuentemente con estrías de color rojizo o marrón. En los cultivares se logró una mayor variedad de colores. Esas brácteas son papiráceas y secas o escariosas por su contenido hídrico bajo, a diferencia del de las hojas o distintas partes de las flores de otras plantas. Las brácteas se componen de células muertas, que son inusuales por el hecho de presentar una delgada pared celular primaria y una gruesa pared celular secundaria, característica propia del esclerénquima —un tipo de tejido de sostén— o de las células constitutivas de tejidos estructurales, pero no de las células que conforman las flores.
En el disco de la inflorescencia, las flores tubulares no desarrollan simultáneamente sino de forma centrípeta, por lo cual se puede observar una variedad de estados de desarrollo de las flores en el mismo capítulo. En la planta silvestre y en muchas variedades cultivadas, los flósculos individuales son amarillos. Las flores de las regiones externas del disco son femeninas, mientras que las situadas en el centro son bisexuales. Las flores pistiladas o femeninas, de aspecto filiforme, carecen de estambres y solo poseen una corola tubulosa muy corta que rodea al estilo, el cual se subdivide en su extremo para conformar dos estigmas. En cambio, las flores bisexuales o hermafroditas poseen una corola tubulosa más larga y, como en virtualmente todos los miembros de la familia, cinco estambres fusionados por las anteras, con el pistilo emergente en la zona central. La corola amarilla y el pistilo se ubican por sobre el ovario ínfero, unilocular, con un solo óvulo anátropo, rodeada del vilano o papus que en las Asteraceae resulta de una profunda modificación de los sépalos constitutivos del cáliz. El papus es acrescente, es decir persistente, y se compone de un número de pelos de color amarillo que irradian alrededor de los flósculos. En el fruto, el papus se ubica en uno de los extremos, y facilita la dispersión por el viento. El fruto, suave, amarronado y de tan solo 2–3 mm de largo, se conoce con el nombre de cipsela. 
En estado silvestre, X. bracteatum puede distinguirse de X. bicolor en Tasmania por las hojas más anchas y la pilosidad de sus tallos. De X. macranthum (Australia Occidental) se diferencia por el color de los capítulos florales, ya que esta última especie presenta capítulos blancos, mientras que X. bracteatum los tiene dorados. Xerochrysum subundulatum, de las áreas alpina y subalpina de Nueva Gales del Sur, Victoria y Tasmania, es rizomatosa, y presenta brácteas anaranjadas marcadamente puntiagudas, que permiten su rápida diferenciación. La especie X. viscosum de Australia Oriental puede distinguirse por sus hojas ásperas y pegajosas.

## Distribución y hábitat

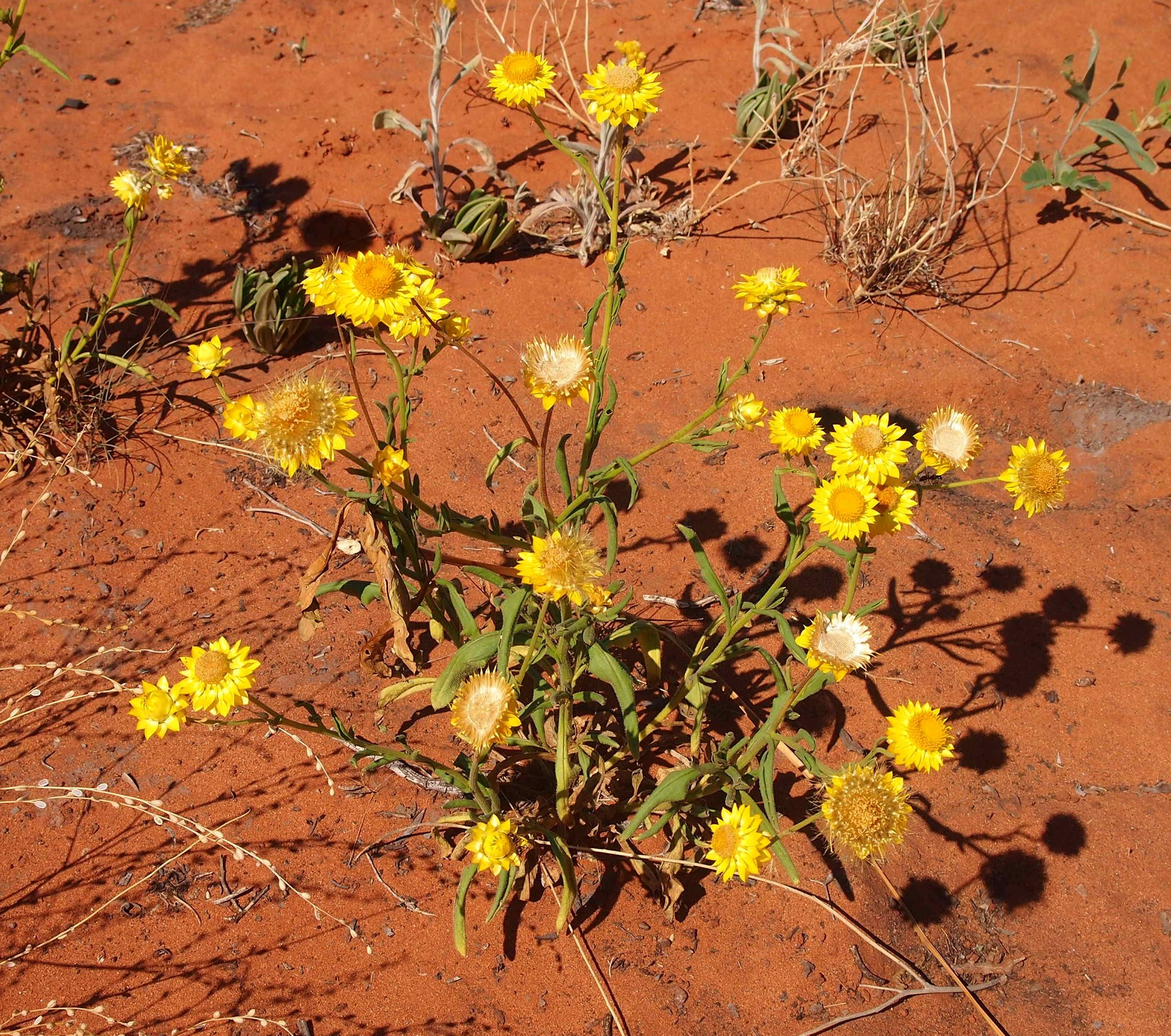
Xerochrysum bracteatum es capaz de desarrollar su ciclo de vida completo en suelos pobres, como es el caso de las dunas.

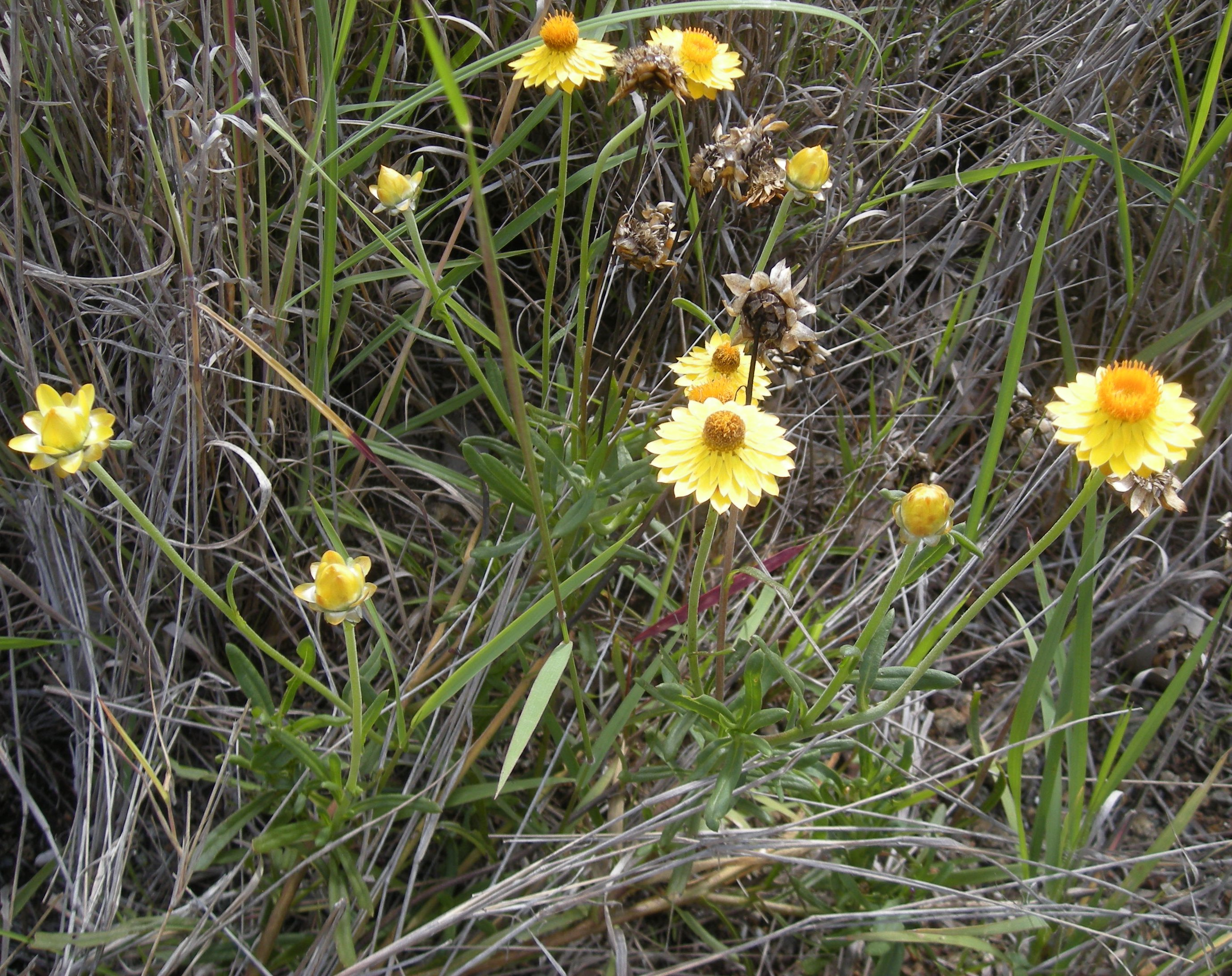
Forma silvestre de Xerochrysum bracteatum. Parque Nacional Cavernas del Monte Etna, Queensland.

X. bracteatum está presente en la mayoría de los estados y territorios continentales australianos: en Australia Occidental, en el Territorio del Norte, en Queensland, en Nueva Gales del Sur, en Victoria, en Australia Meridional, y en Tasmania. Se encuentra difundida desde la zona norte del estado de Queensland hasta Australia Occidental, en todos los hábitats salvo en áreas muy sombreadas. Crece como una planta anual en parches de arena roja en Australia Central, manifestando su capacidad de respuesta a precipitaciones escasas y en pulsos para completar su ciclo de vida. Se la asocia con suelos pobres, como las dunas. Es común entre afloramientos de granito en el suroeste de Australia Occidental, y se la encuentra también en suelos pesados y fértiles en la región de Sídney, de diferente origen y composición, ya sea con abundancia de basalto, pizarra sedimentaria o roca caliza, generalmente en áreas con niveles freáticos elevados. Sus especies asociadas en la cuenca de Sídney incluyen a la mirtácea Eucalyptus pilularis en bosques abiertos, y los arbustos Empodisma minus y Baloskion australe en zonas pantanosas. Se la registró creciendo en suelos removidos, junto a los caminos y en campos de la región estadounidense de Nueva Inglaterra.

## Ecofisiología

### Requerimientos edafo-climáticos
Las plantas de X. bracteatum presentan un mejor crecimiento en suelos ácidos con pH 5,5 a 6,3, con niveles relativamente bajos de fósforo, y bien drenados.
X. bracteatum es una planta heliófila: requiere alta exposición a la luz solar. Algunos ensayos realizados en el Waite Institute de la Universidad de Adelaida indicaron una posible respuesta al fotoperíodo ya que la producción de flores de X. bracteatum se relaciona con el incremento en el número de horas de luz recibidas. En Australia, las plantas producen la mayoría de las flores desde diciembre hasta marzo. La modificación del momento de siembra o de los niveles de luz pueden ser formas de incrementar la producción de flores fuera de estos meses.

### Polinización, dispersión de los frutos y germinación

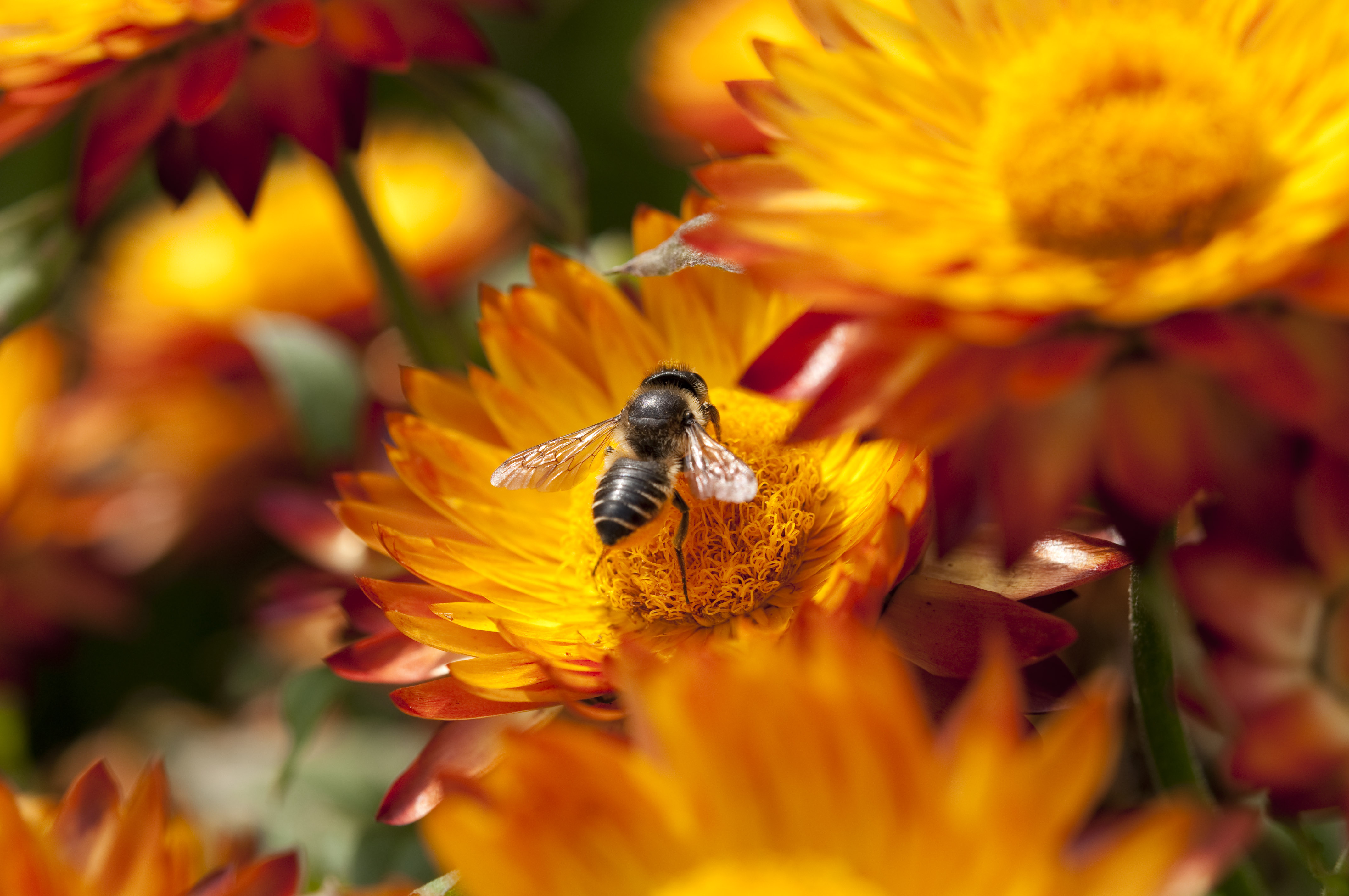
Polinización de Xerochrysum bracteatum

Las brácteas de colores brillantes de X. bracteatum cumplen la función que usualmente desempeñan los pétalos de las flores, al atraer insectos tales como sírfidos, abejas nativas y pequeños escarabajos que polinizan sus flores tubulares. En un estudio sobre el grado de atracción generada en Bombus terrestris (abejorro común) por flores de diferentes especies nativas o introducidas en territorio australiano, X. bracteatum resultó ser la segunda especie en el orden de preferencias del insecto.
Los frutos pequeños son dispersados por el viento. La germinación de las semillas se produce sin requerimiento de pretratamiento alguno, en un plazo apenas variable según los autores: 3 a 20 días, 8 a 9 días, o 1 a 2 semanas a 21–24 °C. El porcentaje de germinación se incrementa considerablemente después de un incendio o en suelos removidos.

### Plagas y enfermedades

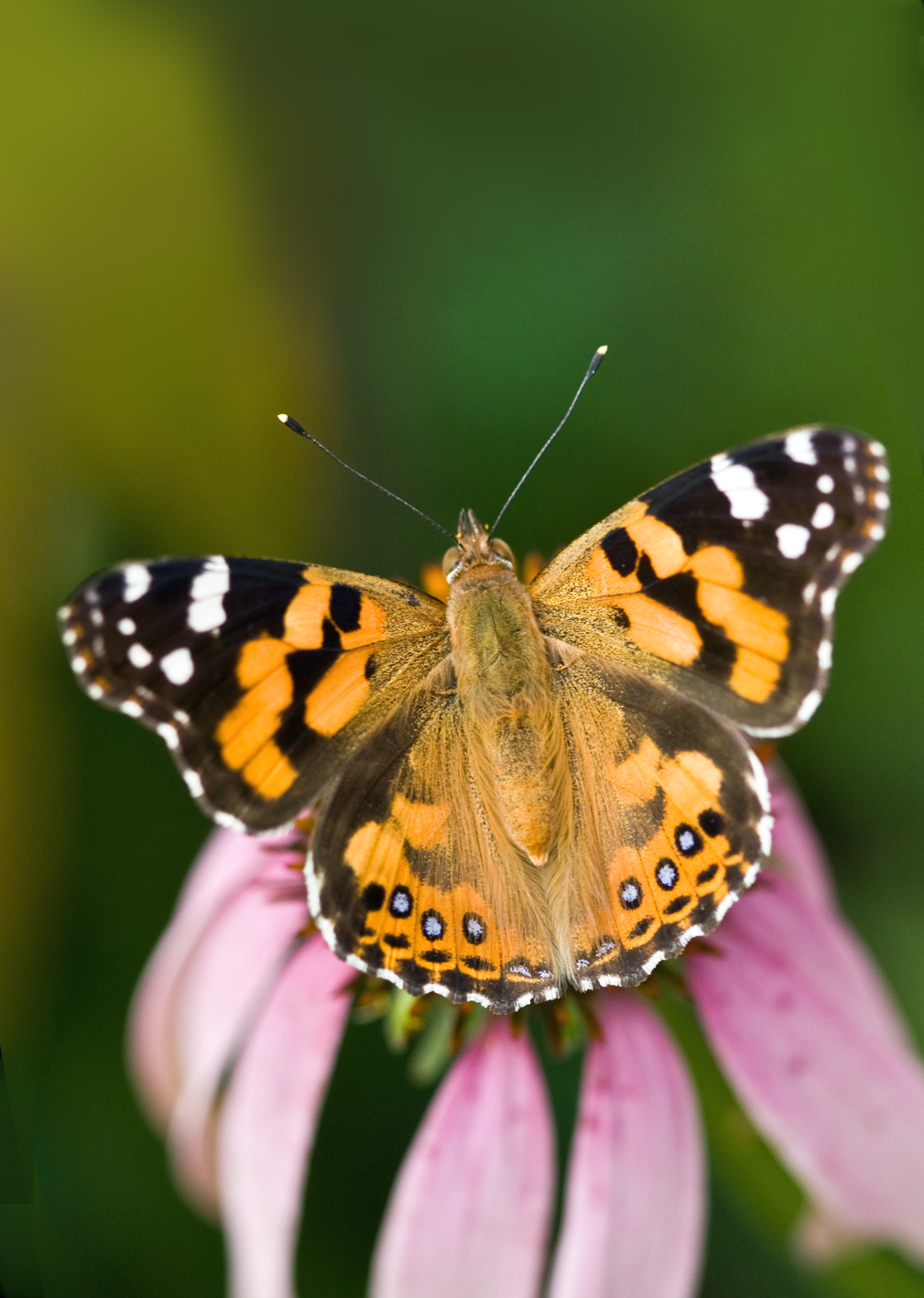
Ejemplar adulto de Vanessa kershawi. Sus larvas se alimentan de distintas Asteraceae, entre ellas, X. bracteatum.

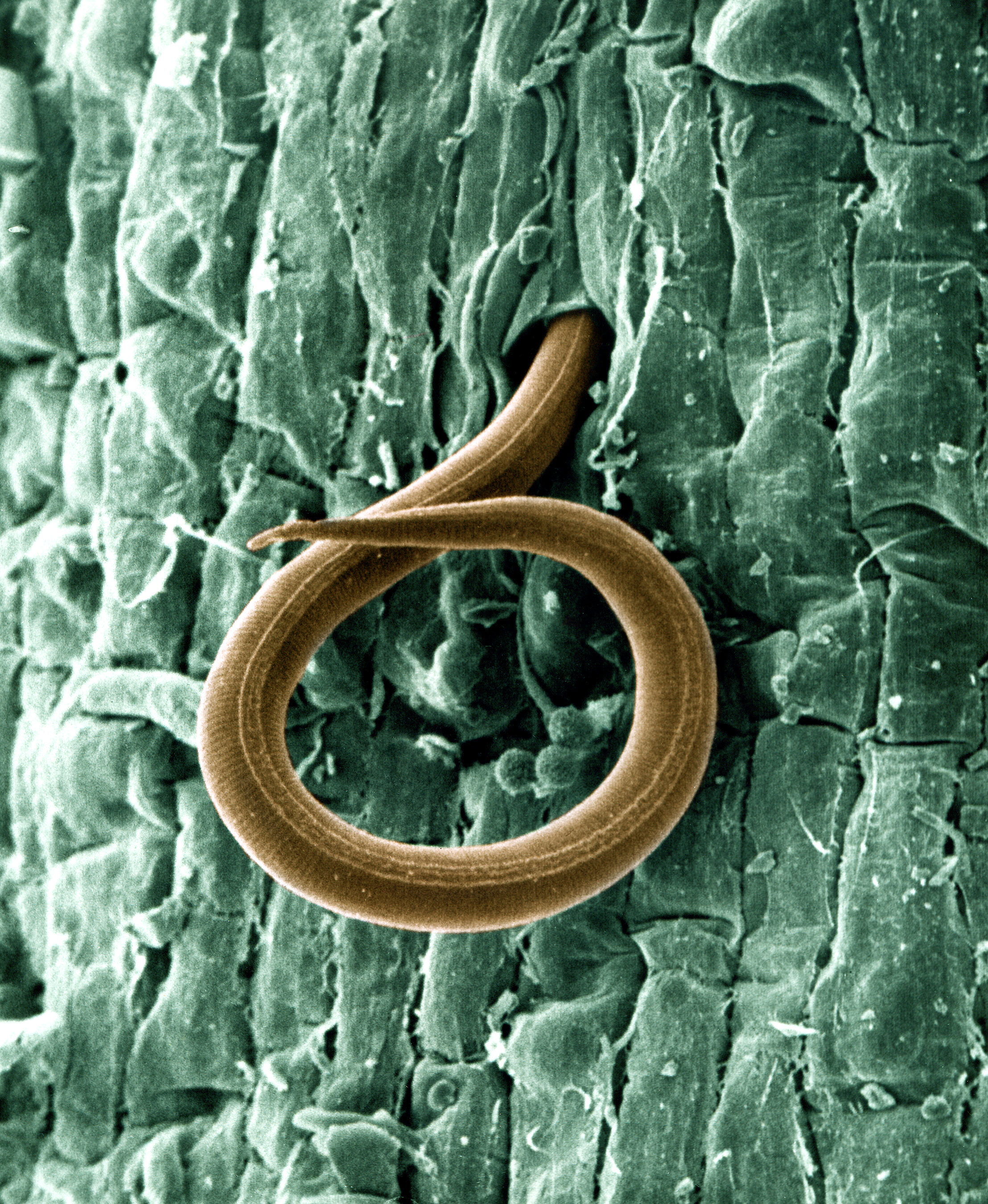
El nematodo Meloidogyne incognita es capaz de parasitar las raíces de X. bracteatum.

En X. bracteatum se registró la presencia de larvas de Tebenna micalis, al igual que las de Vanessa kershawi. Los saltamontes también visitan sus capítulos.
El nemátodo Meloidogyne incognita puede parasitar las raíces de X. bracteatum, lo que induce el crecimiento anormal de las células circundantes que da por resultado la formación de agallas. Los ataques de M. incognita llegan a provocar la muerte de la planta.
El oomycetes Bremia lactucae, agente causal de la enfermedad conocida como mildiu de la lechuga, infectó cultivos comerciales de X. bracteatum en Italia y California. En 2002, la infestación in extenso de numerosos cultivares en la costa de Liguria, entre ellos y con mayor severidad 'Florabella Pink', y en menor grado 'Florabella Gold' y 'Florabella White', se manifestó a través de la formación de ampollas en las hojas y el desarrollo posterior de lesiones cloróticas, que producen un aspecto decolorado, y manchas blanquecinas en el envés de las hojas, sobre todo en áreas o en invernáculos con ventilación pobre. En 2006, hubo un brote de mildiu en un cultivo de X. bracteatum en el Condado de San Mateo, en el estado de California, en el que las hojas desarrollaron lesiones cloróticas grandes.
Una enfermedad causada por un fitoplasma dañó los cultivos de X. bracteatum en la República Checa entre 1994 y 2001 al causar enanismo, bronceado, enrojecimiento y posterior necrosis del follaje, proliferación de brotes secundarios y malformaciones de los capítulos. La incidencia de la enfermedad varió entre 2 % y 70 %, y llegó a producir la muerte de las plantas en etapas avanzadas de la afección. Mediante la técnica de PCR se determinó que el patógeno era uniforme e indistinguible del subgrupo 16SrI-B del complejo de fitoplasmas causal del amarillamiento del Aster.

## Cultivo

### Breve historia de su cultivo
X. bracteatum se introdujo como planta cultivada en Inglaterra hacia 1791. El horticultor alemán Herren Ebritsch obtuvo el material y lo desarrolló en su vivero en Arnstadt, cerca de Erfurt en Alemania. Hibridó y vendió variedades de muchos colores, desde el bronceado hasta el blanco y el morado, que se extendieron por toda Europa en la década de 1850.
Las brácteas de aquellas primeras variedades tendían a permanecer en forma de copa alrededor del disco de la flor en vez de dar lugar a las conformaciones aplanadas típicas de los capítulos australianos nativos. Además, aquellas formas eran anuales en vez de perennes. A muchas se les dio nombres de cultivares, como 'atrococcineum', 'atrosanguineum', 'aureum', 'bicolor', 'compositum', 'macranthum', y 'monstrosum', que hoy se expenden generalmente en mezclas de semillas de distintas variedades anuales. Se piensa que algunas formas coloreadas sudafricanas de Helichrysum fueron introducidas en un programa de cruzamientos, que dio lugar a inflorescencias de gran cantidad de colores. X. bracteatum era una de las varias especies que se hicieron populares en la realeza y la nobleza europea de principios del siglo XIX. Sin embargo, fueron poco notorias en Australia hasta la década de 1860, cuando su presencia en los jardines australianos adquirió más importancia.
|                                            |
| Cultivar europeo de Xerochrysum bracteatum |

|                                                                 |
| Cultivar de brácteas blancas, en el Real Jardín Botánico de Kew |

|                                                              |
| Cultivar de brácteas blanco-rosadas y disco central amarillo |

|                                                           |
| Cultivar de brácteas anaranjadas y disco central amarillo |

|                                       |
| Cultivar de brácteas amarillo-rojizas |

|                                                                               |
| Cultivar 'Flobrafla', cuyas brácteas varían desde el color amarillo al rojizo |

|                                                                |
| Cultivar de brácteas rojo-anaranjadas y disco central amarillo |

|                                                                    |
| Apertura de brácteas, en un cultivar de color amarillo blanquecino |

La mayoría de los cultivares que se introdujeron en cultivo en Australia en la última parte del siglo XX son perennes. 'Dargan Hill Monarch' fue la primera de ellas, y muchas otras la siguieron. Florecen de forma profusa y se presentan de muy diversos colores que incluyen el blanco, amarillo, anaranjado, bronceado, rosado y rojo. En general, su vida comercial es de alrededor de tres años. La compañía comercial Aussie Winners, con sede en Queensland, posee una variedad de plantas compactas que van desde el rojo o el anaranjado rojizo hasta el blanco, conocida como Sundaze®. Generalmente las plantas de esta serie poseen hojas más grandes. Esta línea fue galardonada con el Gran premio d'oro en la exposición Euroflora realizada en Ginebra en 2001, como la mejor serie de plantas nuevas en los tres años previos. 'Florabella Gold', un miembro de la serie Florabella, ganó el premio como mejor nueva planta de maceta en la edición 1999 de la competencia de la Society of American Florists. Los cultivares 'Wallaby' incluyen variedad de formas más altas, con hojas angostas y flores blancas, amarillas o rosadas. Otras series comerciales abarcan la serie Nullarbor y la de la Federación de Queensland (Queensland Federation daisies), que incluye 'Wanetta Sunshine' y 'Golden Nuggets'.

### Prácticas culturales

#### Propagación
X. bracteatum es fácil de propagar, tanto a partir de semilla, como de estacas. Sin embargo, los cultivares solo se propagan de forma vegetativa, asexual o agámica, por estacas, esquejes o división de las plantas en primavera o en otoño.

#### Poda

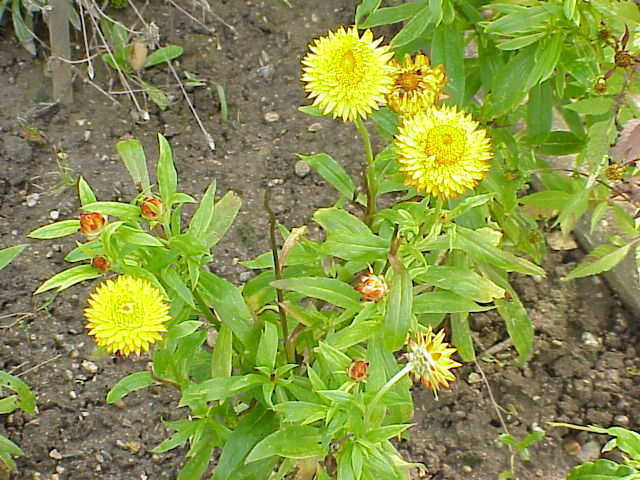
En Xerochrysum bracteatum, la eliminación de inflorescencias viejas suele promover la producción de otras nuevas.

Las plantas se benefician con la poda del material viejo en invierno para facilitar el nuevo crecimiento de primavera. La poda de acortamiento, que implica la eliminación de los capítulos viejos, promueve la producción de inflorescencias nuevas.

#### Fertilización
X. bracteatum es sensible a las deficiencias de hierro, cuyos síntomas clínicos son el amarillamiento o clorosis de las hojas más jóvenes, mientras que las nervaduras permanecen verdes. Otras expresiones de deficiencias en hojas se observaron con bajos niveles de nitrógeno, que producen follaje clorótico con posterior necrosis de los márgenes de las hojas maduras; bajos niveles de calcio, que generan zonas necróticas negras en el extremo de las hojas jóvenes; bajos niveles de azufre, que desencadenan clorosis uniforme de hojas jóvenes y de hojas recientemente maduras; bajos niveles de boro, cuyos síntomas son la aparición de hojas jóvenes engrosadas, correosas y deformadas; y bajos niveles de zinc, que provocan necrosis de color amarronado grisáceo en el extremo de las hojas maduras.
La aplicación foliar de silicio en forma de ácido silícico demostró tener un efecto beneficioso sobre el número de brotes laterales, pimpollos e inflorescencias.

### Cultivares

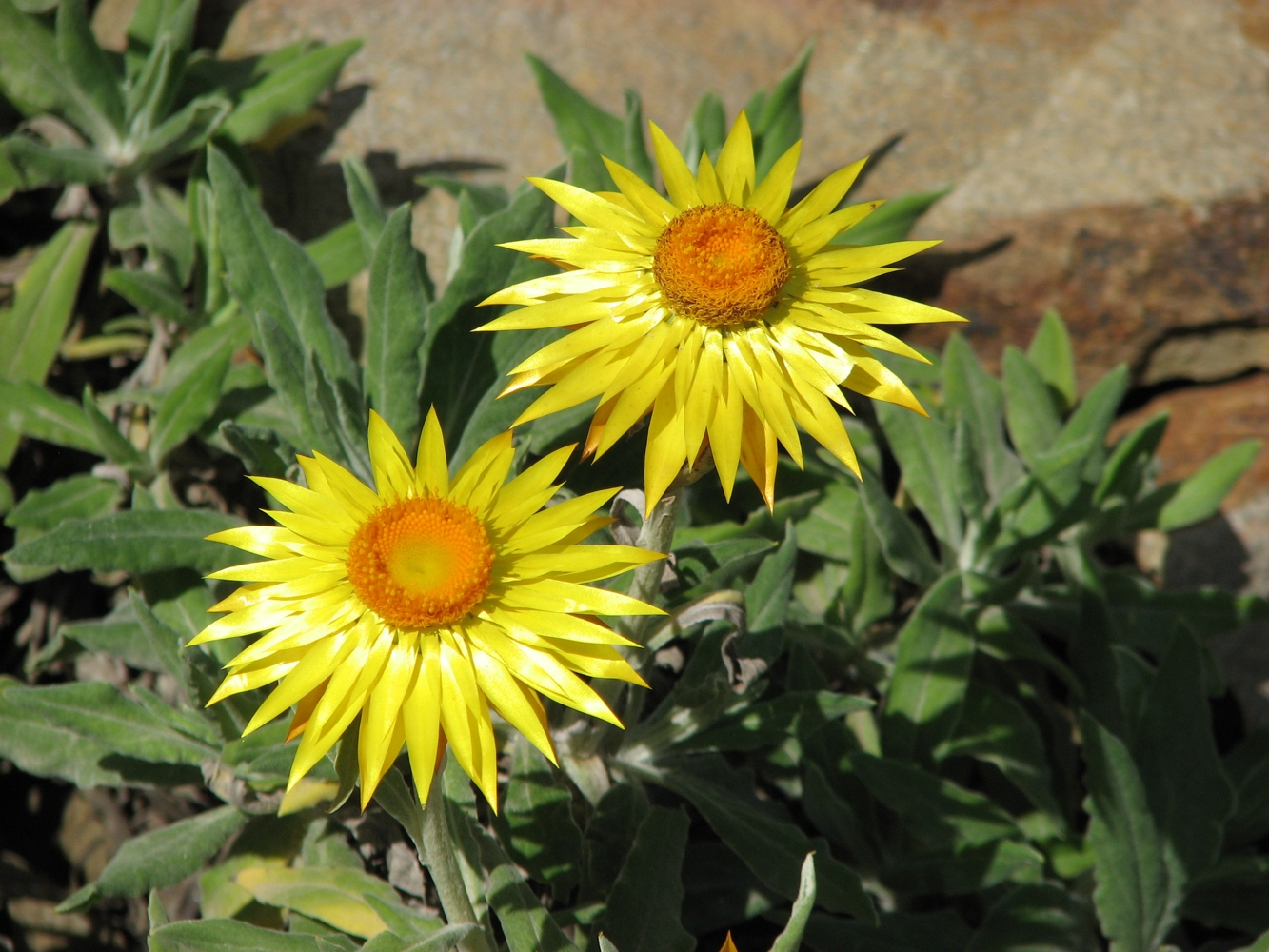
'Dargan Hill Monarch'

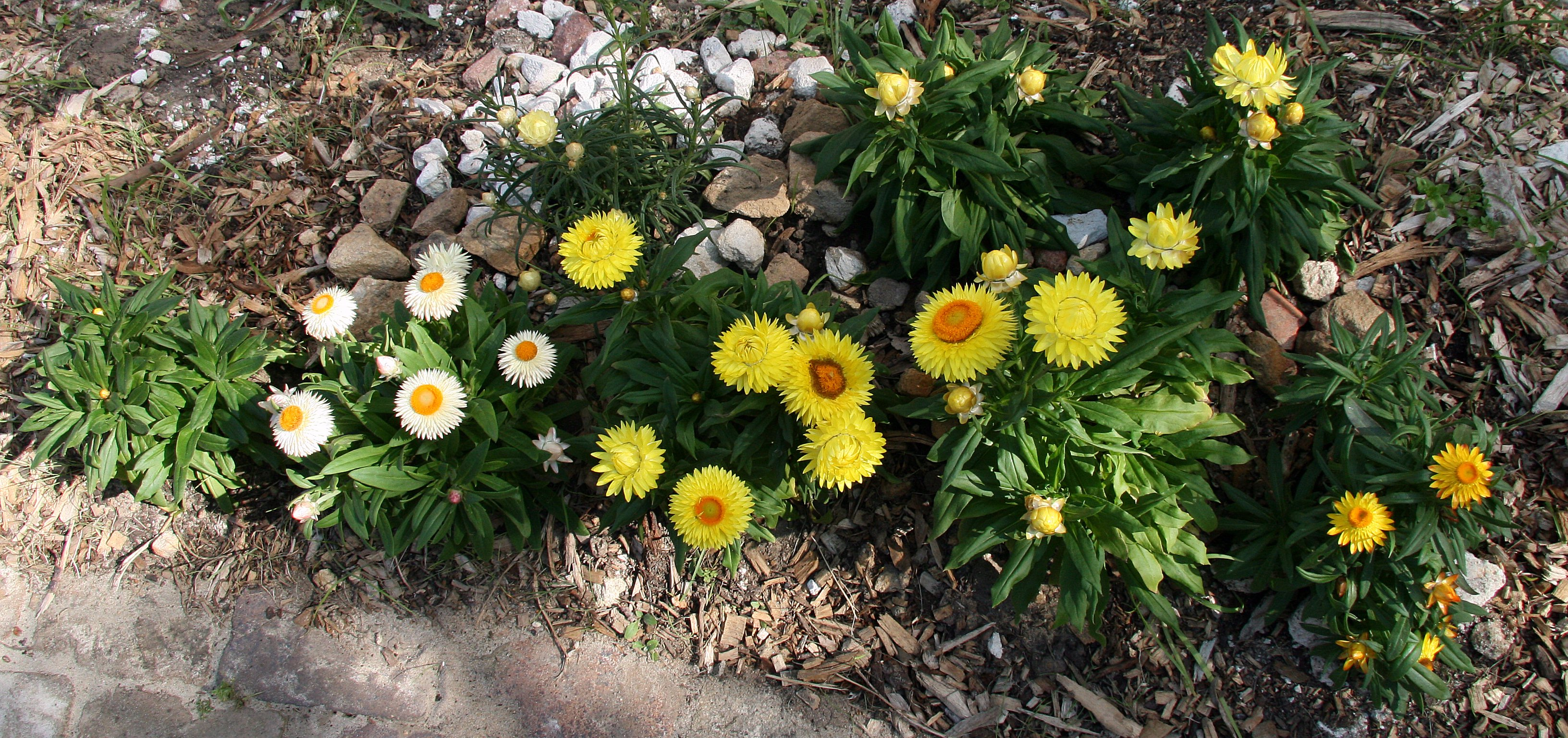
Cinco cultivares de siempreviva en cultivo. En el extremo izquierdo de la imagen, la planta baja que no está en flor es de 'Diamond Head'. Le sigue 'Kimberley Sunset', con inflorescencias de color crema. En el centro, cuatro plantas del cultivar 'Strawburst Yellow', con inflorescencias de color amarillo, algunas más abiertas mostrando sus discos anaranjados. Arriba, las plantas con hojas delgadas y pimpollos son del cultivar 'Mallee Sun'. Finalmente, a la derecha, el cultivar 'Sundaze Dazette Mambo', con inflorescencias pequeñas de color bronceado.

- Xerochrysum 'Dargan Hill Monarch' es una forma natural recolectada en mayo de 1961, en un lugar ubicado a 1,6 km tierra adentro de Cunninghams Gap, en el sur de Queensland, y registrada en febrero de 1977. Se trata de un arbusto perenne bajo, de 60–80 cm de alto y 1,5 m de ancho. El follaje es de color grisáceo y las flores son grandes, de 7–9 cm de diámetro y de color amarillo dorado.[50] Crece mejor en ambientes soleados y en suelos bien drenados. Se propaga con facilidad por estaca y por semilla, aunque las plantas obtenidas de semilla pueden diferir de la planta madre, como se comentó anteriormente.[43]

- Xerochrysum 'Cockatoo' surgió como un híbrido espontáneo entre 'Dargan Hill Monarch' y una forma perenne de flor blanca de X.  bracteatum, en el jardín del cultivador Doug McKenzie en Ocean Grove, cerca de Geelong, en el estado de Victoria. McKenzie presentó el híbrido ante la Australian Cultivar Registration Authority, que le concedió el registro en 1980. Se trata de un arbusto perenne y denso que alcanza alrededor de un metro de alto y de ancho. Las hojas oblanceoladas miden 6–12 cm de largo y están cubiertas de pelos finos que les otorgan un aspecto grisáceo. Los pelos también cubren los tallos. Los capítulos florales tienen brácteas de color amarillo limón y discos centrales de color anaranjado, con un diámetro de 7 cm en promedio. Se sostienen por pedúnculos largos, ubicándose alrededor de 12–15 cm por encima del follaje. Como en todas las formas de siempreviva, le resultan más adecuados los ambientes soleados. Aunque una planta es perenne, pierde vigor después de algunos años, momento en el cual es preferible su reemplazo. El nombre 'Cockatoo' (cacatúa) se eligió dado que la forma y color de las flores liguladas evocan a la cacatúa de moño amarillo, típica de Australia Oriental.[51]

- Xerochrysum 'Golden Bowerbird' es un híbrido obtenido por Doug McKenzie, que resultó del cruzamiento del híbrido 'Cockatoo' con uno de sus padres, 'Dargan Hill Monarch'. McKenzie lo presentó para su registro ante la Australian Cultivar Registration Authority en 1980, el cual se le concedió en 1981. 'Golden Bowerbird' tiene capítulos florales mucho más grandes que sus padres, aunque es un arbusto más pequeño que alcanza 40 cm de alto y 70 cm de ancho. Es más denso que otras formas, y su follaje está cubierto de pelos grises finos. Los capítulos florales sobresalen unos 10 cm por encima del follaje y miden hasta 9 cm de diámetro, aunque se ven ocasionalmente inflorescencias más grandes de 10 cm. Tienen alrededor de 300 brácteas por capítulo, en comparación con las 80 de 'Dargan Hill, Monarch' y las 200 en 'Cockatoo'.[52] Se informó que produce un menor número de inflorescencias que 'Princess of Wales'.[53]

- Xerochrysum 'Princess of Wales' es un híbrido espontáneo surgido del cruzamiento entre 'Dargan Hill Monarch' y una forma anual. Se originó en el Jardín Botánico Nacional de Australia (Australian National Botanic Gardens) en Canberra, fue seleccionado por el empleado Peter Ollerenshaw en el verano de 1983. Presentó el cultivar para su registro ante la Australian Cultivar Registration Authority en marzo de 1985.[54] El cultivar recibió ese nombre en honor de una visita realizada por Diana, princesa de Gales, a los jardines en noviembre de 1985,[6] el mismo mes de la concesión del registro.[54] De follaje compacto, esta forma alcanza 60 cm de alto y de ancho. A diferencia de su padre 'Dargan Hill Monarch', su follaje es piloso solamente en las nervaduras en el envés de las hojas.[54] Florece profusamente,[53] y los grandes capítulos se sostienen por pedúnculos que los ubican alrededor de 5–9 cm por encima del follaje. A diferencia de otras formas, los tallos se marchitan y mueren de forma natural después de la floración, para dar paso al nuevo crecimiento y más flores.[54] Los capítulos florales son dorados, y miden 6 cm de diámetro.[6]

- Xerochrysum 'Diamond Head' es una forma natural recolectada de los alrededores de Diamond Head en Nueva Gales del Sur, donde su presencia es muy común en riscos y acantilados. John Wrigley, curador del Jardín Botánico Nacional de Australia en aquel momento, la presentó ante la Australian Cultivar Registration Authority, y fue registrada en febrero de 1977.[6] Expuesta en un promontorio en la naturaleza, crece como un arbusto perenne con aspecto de mata baja, de 8 cm de alto y 60 cm de ancho. Su follaje es verde y áspero, y sus inflorescencias son de 3 cm de diámetro, de color amarillo con un disco central de color anaranjado.[55] Resulta una planta ideal para rocallas o jardines rocosos y se propaga con facilidad mediante esquejes durante el período de crecimiento de primavera.[56]

- Xerochrysum 'Hastings Gold' es una forma natural que se localiza desde Hastings Point hasta el este de la ciudad de Murwillumbah, en la costa noreste de Nueva Gales del Sur. Se trata de una planta herbácea perenne con follaje verde espeso que alcanza 25 cm de alto y 70 cm de ancho. Los capítulos florales de color amarillo dorado miden 5 cm de diámetro y se sostienen en pedúnculos a 20 cm por encima del follaje. Es más pequeña y de color similar a 'Dargan Hill Monarch', y más grande que 'Diamond Head'.[57]

- Xerochrysum 'Nullarbor Flame' es una selección introducida en cultivo en 1997, que produce abundantes inflorescencias rojas con discos amarillos, que totalizan un diámetro de 4,5 cm. La planta crece hasta 50–70 cm de alto y 50–80 cm de ancho.[58]

- Xerochrysum 'Pink Sunrise' fue desarrollada por Goldup Nurseries en Victoria en 1986, de origen desconocido, presumiblemente a partir de un híbrido. Es una planta perenne compacta que alcanza 30 cm de alto y 60 cm de ancho. Las inflorescencias son rosadas cuando pimpollos, que al abrir se visualizan de color crema, con discos centrales anaranjados.[59]

- Xerochrysum 'White Monarch' es un híbrido espontáneo de jardín que se asemeja a 'Dargan Hill Monarch' pero con capítulos de color blanco con discos centrales anaranjados, que totalizan un diámetro de 8 cm.[60]

- Xerochrysum 'Lemon Monarch' se asemeja a 'Cockatoo', pero sus capítulos de color amarillo limón presentan menos brácteas.[53] Tiene un follaje espeso.[61]

- Xerochrysum 'Strawburst Yellow', patentada como 'Stabur Yel', es un cultivar con capítulos grandes de color amarillo brillante que alcanzan en promedio unos 6,3 cm de diámetro. Es el resultado de un planificado programa de cruzamiento desarrollado en Gilroy (California) por Jason Jandrew, de Goldsmith Seeds, a partir de dos progenitores originados de semilla que se cruzaron en el año 2005, uno con inflorescencias de color amarillo limón, y otro con capítulos amarillos. La polinización se produjo en mayo, la semilla resultante se sembró en septiembre, y lo que finalmente se convertiría en clon se eligió en diciembre teniendo en consideración el tamaño grande de su inflorescencia, su color, el tamaño y número de brácteas, y su follaje compacto.[62]

- Xerochrysum 'Lemon Princess' es considerado un híbrido entre X. bracteatum y X. viscosum.[63]

## Usos

### Planta de jardín

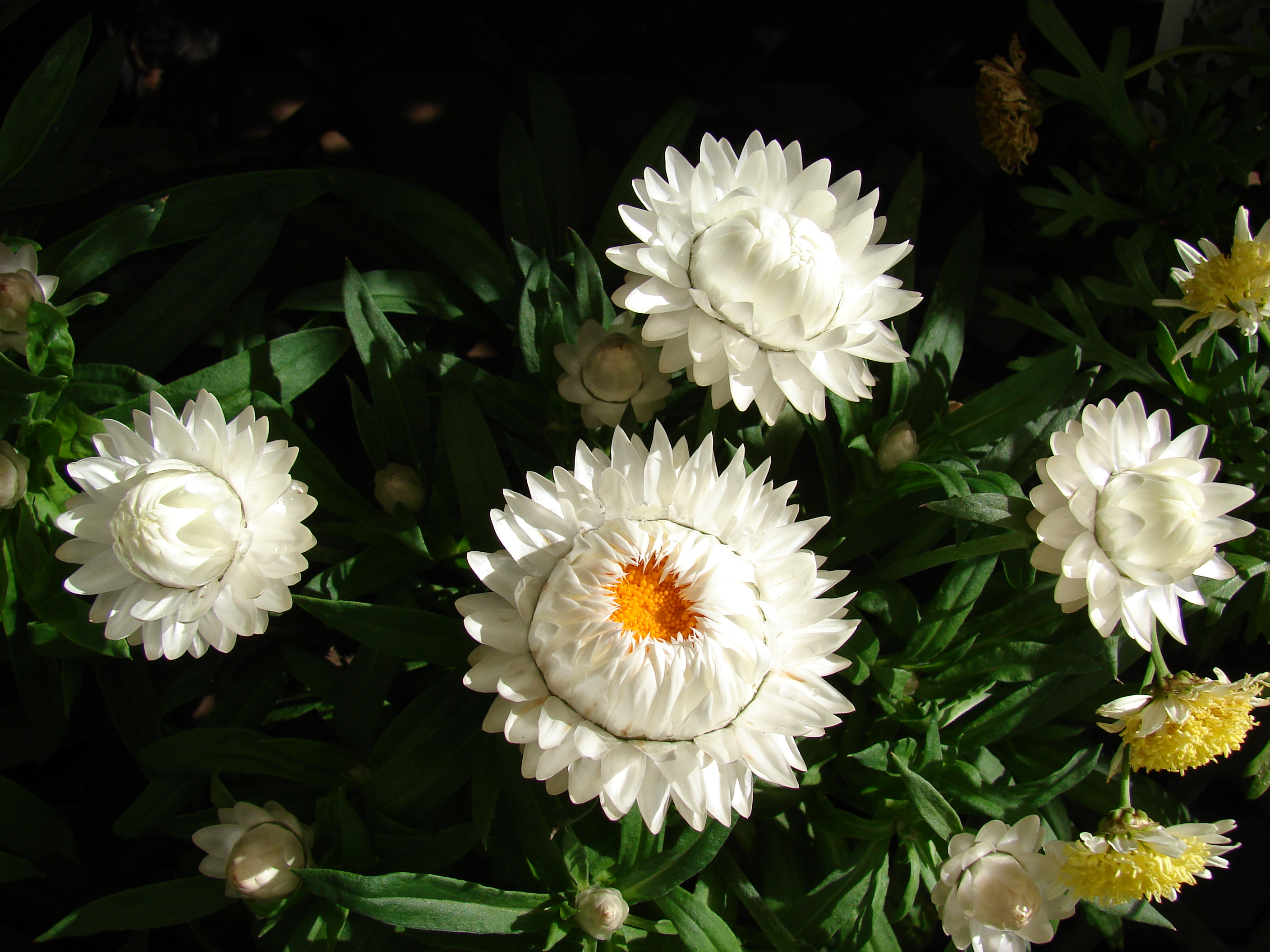
Los cultivares de Xerochrysum bracteatum se difundieron por muchos países. En la imagen, el cultivar 'Dreamtime Jumbo' con brácteas blancas, en Maui, Hawái, Estados Unidos.

X. bracteatum es apropiada para orlas y bancales, y para adornar jardines rocosos. Se la considera una buena especie pionera para el jardín hasta que otras plantas logran establecerse. También puede ser cultivada en grandes macetas o en jardineras. Los cultivares de poco crecimiento son apropiados para cestas colgantes y plantaciones en borduras. A la gracia de sus flores se suma el hecho de que atrae mariposas al jardín.

### Diseños florales
El interés por X. bracteatum creció en el mercado desde la década de 2000 porque los fitotecnistas obtuvieron formas robustas, de tallo largo y grande, y flores de una amplia gama de colores y formas, comercialmente interesantes con destino a flores de corte. La cosecha o corte se debe realizar cuando la mayoría de las flores están abiertas y los pimpollos muestran ya un color fuerte.
La investigación realizada con seis cultivares diferentes de X. bracteatum para conocer su comportamiento en postcosecha permitió verificar que todos los materiales ensayados presentaron algunos síntomas similares de deterioro, por ejemplo, la abscisión de los pimpollos. Sin embargo, difirieron grandemente en cuanto a otros síntomas tales como la senescencia de la flor, y a la longevidad en postcosecha, que varió desde menos de 1 semana hasta 3 semanas, lo que pone de manifiesto la alta dependencia que presenta el comportamiento luego de la cosecha del material genético.
La inmersión de las flores en glicerol o polietilenglicol prolonga la vida de las flores frescas en la postcosecha. Por otra parte, se sabe que la calidad de las flores de corte de muchas especies puede afectarse por la presencia de etileno en el ambiente. Si bien no se incluye a la siempreviva entre las especies australianas sensibles al etileno durante el tiempo de postcosecha, se mantienen ciertas reservas al respecto que impiden realizar recomendaciones sobre la conveniencia del uso o no del 1-metilciclopropeno, un inhibidor de la acción del etileno.
Las flores deshidratadas tienen una larga duración —hasta años— y se usan en arreglos florales. El factor limitante de la duración de las flores deshidratadas es el agostamiento de los tallos, por lo que las flores son a veces integradas a los diseños florales con alambre para su sostén.

### Libros y capítulos de libros
- Australian Daisy Study Group (2002). Everlasting Daisies of Australia. (Barker, Judy; Greig, Joy; Peate, Natalie; Courtney, Bev; Salkin, Esma; Schaumann, Maureen; Armstrong, John; Thomlinson, Gloria). Melbourne, Victoria: Shannon Books. ISBN 0-9587439-6-7.

- Bianchini, Francesco; Carrara Pantano, Azzurra (1975). Guía de Planta y Flores (4ª edición). Barcelona, España: Grijalbo. p. 211-212. ISBN 84-253-0558-6.

- Collins, Tim L. (2003). «Propagation and cultivation of selected Central Australian wild flowers». Combined Proceedings, Vol. 53 (en inglés). International Plant Propagators' Society. pp. 149-153. Consultado el 24 de noviembre de 2015.

- Elliot, Rodger (2008). Australian Plants: For Gardens in the Sun. Kenthurst, Nueva Gales del Sur: Rosenberg Publishing. p. 46. ISBN 1-877058-69-6.

- Elliot, Rodger W.; Jones, David L.; Blake, Trevor (1990). Encyclopaedia of Australian Plants Suitable for Cultivation, Vol. 5 (en inglés). Port Melbourne, Victoria: Lothian Press. pp. 267-268. ISBN 0-85091-285-7.

- Faragher, John; Gollnow, Bettina; Joyce, Daryl (2010). Postharvest Handling of Australian Flowers from Australian Native Plants and Related Species: A Practical Manual (en inglés) (2ª edición). Rural Industries Research and Development Corporation, Australian Government. p. 158. Archivado desde el original el 10 de febrero de 2013. Consultado el 27 de julio de 2012.

- Gardner, Charles Austin (1990) [1959]. Wildflowers of Western Australia (17ª edición). Perth, Australia Occidental: St George Books. p. 144. ISBN 0-86778-007-X.

- Hartmann, H. T.; Kester, D. E.; Davies, F. T.; Geneve, R. L. (1997). Plant Propagation: Principles and Practices edición=6a (en inglés). Upper Saddle River, Nueva Jersey: Prentice-Hall, Inc. p. 737.

- Stewart, Angus (2001). Gardening on the Wild Side. Sídney, Nueva Gales del Sur: ABC Books. ISBN 0-7333-0791-4.

### Artículos en revistas científicas
- Bayer, Randall J. (2001). «Xerochrysum Tzvelev, a pre-existing generic name for Bracteantha Anderb. & Haegi (Asteraceae: Gnaphalieae)». Kew Bulletin (en inglés) 56 (4): 1013-15. doi:10.2307/4119317. Consultado el 26 de julio de 2012.

- Benson, Doug; McDougall, Lyn (1994). «Ecology of Sydney Plant Species Part 2: Dicotyledon families Asteraceae to Buddlejaceae». Cunninghamia (en inglés) 3 (4): 789-1004. ISSN 0727-9620. Archivado desde el original el 16 de marzo de 2017. Consultado el 26 de febrero de 2017.

- Foster, Toney; Kirby, Neil (1990). «Our Favourite Everlastings». Australian Plants 15 (124): 343.

- Gibson, James L.; Williams, Amy; Whipker, Brian E.; Nelson, Paul; Dole, John; Cleveland, Brenda; Walls, F. R. (2007). «Foliar symptomology and tissue concentrations of nutrient-deficient vegetative strawflower plants». Communications in Soil Science and Plant Analysis (en inglés) 38 (17–18): 2279-2294. ISSN 0010-3624. doi:10.1080/00103620701588379.

- Hingston, Andrew B. (2005). «Does the introduced bumblebee, Bombus terrestris (Apidae), prefer flowers of introduced or native plants in Australia?». Australian Journal of Zoology (en inglés) (CSIRO Publishing) 53: 29-34. ISSN 0004-959X. Archivado desde el original el 13 de noviembre de 2013. Consultado el 27 de julio de 2012.

- Knight, John (1990). «Golden Everlasting». Australian Plants (en inglés) (The Society for Growing Australian Plants) 15 (124): 335-339.

- Maconochie, J. R. (1974). «The flora of the Australian arid zone». Australian Plants (en inglés) 7 (58): 255. ISSN 1326-7469.

- Nelson, D. J. (1974). «Native plants in arid zone gardens». Australian Plants (en inglés) 7 (58): 270-279. ISSN 1326-7469.

- Nishikawa, Kuniko; Ito, Hiroaki; Awano, Tatsuya; Hosokawa, Munetaka; Yazawa, Susumu (2008). «Characteristic thickened cell walls of the bracts of the 'eternal flower' Helichrysum bracteatum». Annals of Botany (en inglés) 102 (1): 31-37. ISSN 0305-7364. doi:10.1093/aob/mcn058. Consultado el 25 de julio de 2012.

- Sharman, K. V.; Sedgley, M. (1988). «Floral initiation and development in Helipterum roseum (Hook.) Benth. and Helichrysum bracteatum (Vent.) Andrews (Asteraceae)». Australian Journal of Botany (en inglés) 36 (5): 575-587. ISSN 0067-1924. doi:10.1071/BT9880575. Consultado el 27 de julio de 2012.

- Sharman, K. V.; Sedgley, M.; Aspinall, D. (1989). «Production of the Australian native daisies (Helipterum roseum and Helichrysum bracteatum) for the cut flower market». Australian Journal of Experimental Agriculture (en inglés) 29 (3): 445-453. ISSN 0816-1089. doi:10.1071/EA9890445. Consultado el 25 de julio de 2012.

- Starman, T.W.; Beach, S.E.; Eixmann, K.L. (2007). «Postharvest decline symptoms after simulated shipping and during shelf life of 21 cultivars of vegetative annuals». HortTechnology (en inglés) 17 (4): 544-551. ISSN 1063-0198. Consultado el 27 de julio de 2012.

- Wilson, Paul G. (2002). «Xerochrysum the correct name for the genus Bracteantha». Australian Plants 21 (173): 398.

- Wróblewska, Katarzyna; Dębicz, Regina (2011). «The effect of silicon foliar application on the development of season ornamental plants. Part II: Argyranthemum frutescens 'Blazer Rose', Xerochrysum bracteatum 'Gold', Osteospermum ecklonis 'Grande Pink Blush' and Gaura lindheimeri 'Corinas Choice'». Acta Agrobotanica (en inglés) 64 (4): 107-114. Consultado el 11 de mayo de 2015.